# Moussan
Moussan es una localidad  y comuna francesa, situada en el departamento del Aude en la región administrativa de Languedoc-Rosellón.
Sus habitantes reciben el gentilicio en francés Moussanais.

## Demografía
| 811 | 851 | 810 | 955 | 1102 | 1174 |
| Para los censos de 1962 a 1999 la población legal corresponde a la población sin duplicidades (Fuente: INSEE [Consultar]) |     |     |     |      |      |

## Lugares de interés
- Capilla de Saint-Laurent.
- Castillo de Védilhan